# Нитрозобензол
Нитрозобензо́л — органическое соединение с молекулярно формулой C6H5NO. Является диамагнетиком, существует в равновесии со своим димером. 

## Получение
Впервые нитрозобензол был синтезирован из дифенилртути и бромида нитрозила немецким химиком-органиком и нобелевским лауреатом Адольфом Байером:
{\displaystyle {\ce {(C6H5)_2Hg + BrNO -> C6H5NO + C6H5HgBr}}}
Современный синтез включает восстановление нитробензола до фенилгидроксиламина, который затем окисляют дихроматом натрия.
Нитрозобензол также можно получить окислением анилина с использованием пероксимоносерной кислоты или пероксимоносульфата калия в двухфазных условиях.